# Gustavo Rodríguez
Gustavo Rodríguez Iglesias (* 16. September 1979 in Tui) ist ein spanischer Radrennfahrer und Triathlet. Er ist zweifacher Nationaler  Meister Triathlon (2014, 2016), Duathlon (2019) und wird in der Bestenliste spanischer Triathleten auf der Ironman-Distanz geführt.

## Werdegang

### Radsport seit 2005
Gustavo Rodríguez begann seine Karriere 2005 bei dem portugiesischen Continental Team Barbot-Halcon. In seinem ersten Jahr gewann er eine Etappe bei der Volta a Coruna und wurde dadurch auch Zweiter in der Gesamtwertung, nachdem er dort im Vorjahr schon Gesamtdritter wurde. Bei der Algarve-Rundfahrt 2006 gewann er die Bergwertung und belegte in der Sprintwertung den fünften Rang. 2007 bis 2008 fuhr Rodríguez für Fercase-Rota dos Moveis, für die er eine Etappe bei der Volta a Tras os Montes gewann.
2010 startete Rodríguez bei der Vuelta a España und wurde 69. der Gesamtwertung.

#### Teams
- 2005: Barbot-Halcon (ab 6. Juli)
- 2006: Barbot-Halcon
- 2007: Fercase-Rota dos Móveis
- 2008: Fercase-Rota dos Móveis
- 2009: Artesania Galicia
- 2010: Xacobeo Galicia

### Triathlon seit 2012
Seit 2012 ist Gustavo Rodríguez als Duathlon und Triathlon aktiv. Im April 2013 wurde er Duathlon-Vize-Staatsmeister. 2014 wurde er Staatsmeister auf der Triathlon-Langdistanz und im Oktober Dritter bei der Europameisterschaft auf der Triathlon-Mitteldistanz. Im Folgejahr wurde er Vize-Staatsmeister.
Im September 2016 wurde er Dritter auf der Triathlon-Langdistanz (3,86 km Schwimmen, 180,2 km Radfahren und 42,195 km Laufen) beim Ironman Mallorca. Im Oktober 2016 wurde er zum zweiten Mal Staatsmeister auf der Triathlon-Langdistanz.

## Sportliche Erfolge
| Datum/Jahr    | Rang | Wettbewerb                                          | Austragungsort | Zeit     | Bemerkung                                        |
| ------------- | ---- | --------------------------------------------------- | -------------- | -------- | ------------------------------------------------ |
| 3. März 2019  | 1    | ESP Duathlon National Championships Middle Distance | Soria          | 02:30:58 | Duathlon-Staatsmeister                           |
| 27. Apr. 2013 | 2    | ESP Duathlon National Championships                 | Pontevedra     | 01:52:16 | Duathlon-Vize-Staatsmeister hinter Emilio Martín |

| Datum/Jahr    | Rang | Wettbewerb                                                   | Austragungsort | Zeit     | Bemerkung                                                                              |
| ------------- | ---- | ------------------------------------------------------------ | -------------- | -------- | -------------------------------------------------------------------------------------- |
| 26. Sep. 2020 | 2    | ESP Middle Distance Triathlon National Championships         | Bilbao         | 03:46:33 | Vize-Staatsmeister Mitteldistanz hinter Javier Gómez Noya                              |
| 22. Okt. 2017 | 3    | ESP Long Distance Triathlon National Championships           | Ibiza          | 06:06:43 | Staatsmeisterschaft, hinter Pablo Dapena González                                      |
| 9. Sep. 2017  | 6    | ETU Challenge Long Distance Triathlon European Championships | Almere         | 08:19:09 | ETU-Europameisterschaft Triathlon Langdistanz im Rahmen der Challenge Almere-Amsterdam |
| 23. Okt. 2016 | 1    | ESP Long Distance Triathlon National Championships           | Ibiza          | 06:21:06 | Staatsmeister                                                                          |
| 24. Sep. 2016 | 3    | Ironman Mallorca                                             | Alcúdia        | 08:32:32 |                                                                                        |
| 15. Aug. 2016 | 3    | Embrunman                                                    | Embrun         |          | auf der Langdistanz                                                                    |
| 15. Okt. 2015 | 2    | ESP Long Distance Triathlon National Championships           | Lanzarote      | 06:03:35 | Vize-Staatsmeister hinter Carlos López Díaz                                            |
| 27. Juni 2015 | 11   | ITU Long Distance Triathlon World Championships              | Motala         | 05:07:15 | Triathlon-Weltmeisterschaft auf der Langdistanz                                        |
| 1. Nov. 2014  | 1    | ESP Long Distance Triathlon National Championships           | Lanzarote      | 06:19:18 | Staatsmeister Triathlon-Langdistanz                                                    |
| 18. Okt. 2014 | 3    | ETU Middle Distance Triathlon European Championships         | Peguera        | 04:14:15 | Europameisterschaft auf der Mitteldistanz im Rahmen der Challenge Paguera-Mallorca     |
| 21. Sep. 2014 | 6    | ITU Long Distance Triathlon World Championships              | Weihai         | 05:21:53 | Triathlon-Weltmeisterschaft auf der Langdistanz                                        |

(DNF – Did Not Finish)